# Richard Mather

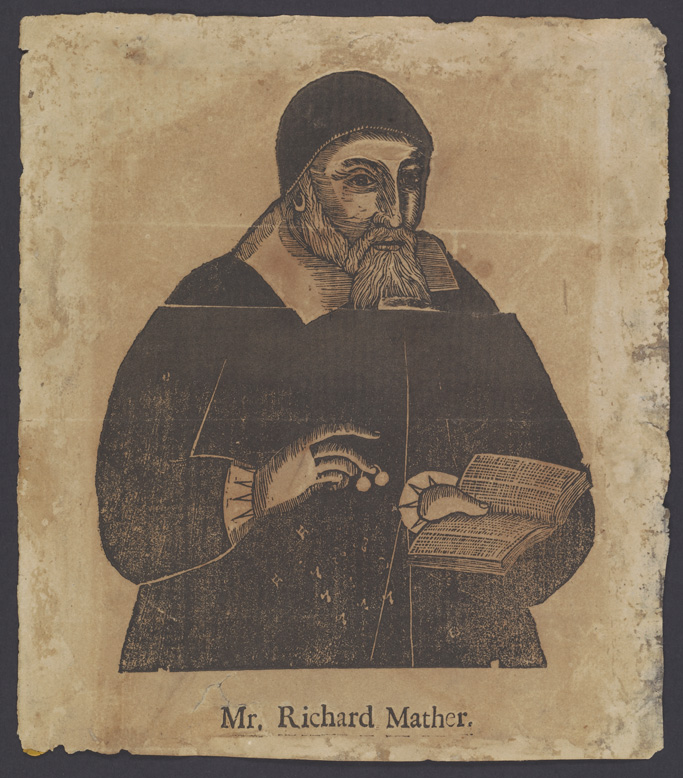
Richard Mather.
Dieser Holzstich von John Foster wird um 1670 datiert und ist das älteste bekannte Porträt, das in Nordamerika gedruckt wurde. Möglicherweise war er als Frontispiz für Increase Mathers The Life and Death of that Reverend Man of God, Mr. Richard Mather vorgesehen. 5 Exemplare haben sich erhalten, je eines verwahren die American Antiquarian Society, die Massachusetts Historical Society, die Princeton University, die Harvard University, und die University of Virginia.

Richard Mather (* 1596 in Lowton, Lancashire; † 22. April 1669 in Dorchester, Massachusetts) war ein englischer Geistlicher, der nach seiner Emigration 1635 zu einem der bedeutendsten geistlichen Führer der ersten Puritanergeneration in Neuengland wurde. Als langjähriger Pfarrer von Dorchester prägte er die Geschichte der Massachusetts Bay Colony entscheidend mit.

## Leben und Wirken

### England
Richard Mather wurde 1596 in Lowton, einem Dorf nahe Manchester, als Sohn von Thomas Mather und dessen Frau Margrett (geb. Abrams) in eine Familie wappentragender Freibauern geboren. Auf der Schule von Winwick lernte er neben Latein auch Griechisch und erwies sich als so guter Schüler, dass er im Alter von nur fünfzehn Jahren auf eine Empfehlung seines Schulmeisters selbst eine Anstellung als Lehrer in der neu gegründeten Schule von Toxteth Park (heute ein Stadtteil von Liverpool) fand. In Toxteth zeigte sich Mather tief beeindruckt von der Frömmigkeit seines puritanischen Mietsherrn Edward Aspinwall und erfuhr im Jahr 1614 sein eigenes Bekehrungserlebnis, das ihn zu einem Anhänger der puritanischen Reformbewegung werden ließ.

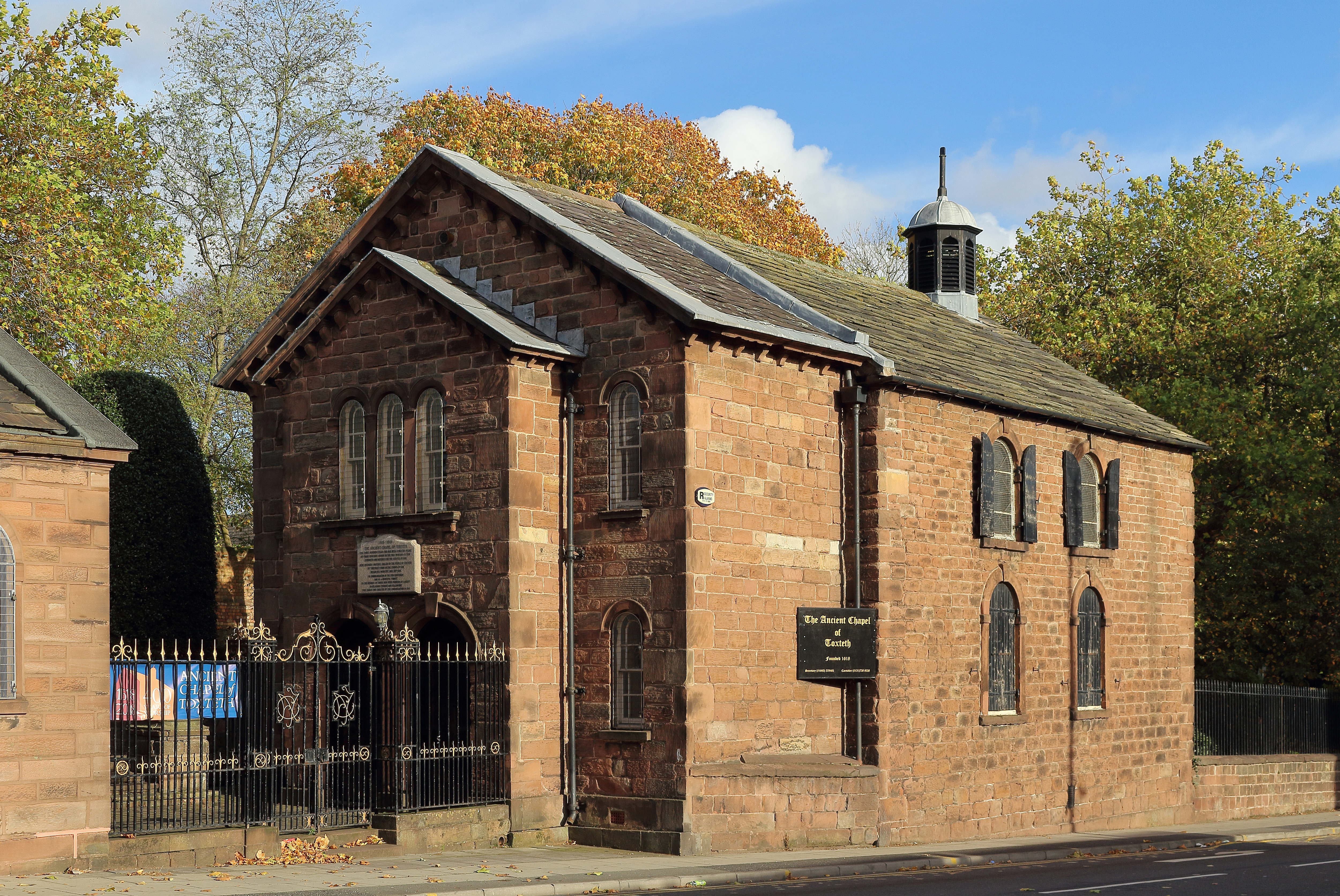
In der Alten Kapelle von Toxteth hielt Richard Mather am 30. November 1618 seine erste Predigt

Er immatrikulierte sich 1617 am Brasenose College der Universität Oxford, zeigte sich von der profanen Lebenswelt des Universitätsumfelds jedoch abgestoßen. Nachdem er nur wenige Monate studiert hatte, erreichte ihn ein Ruf der Kirchengemeinde von Toxteth, die ihn als Nachfolger für ihren in der Zwischenzeit verstorbenen Pfarrer auserkoren hatte. Nach einiger Bedenkzeit gab Mather dem Ansinnen statt und kehrte auf seinen Lehrerposten in Toxteth zurück. Seine erste Predigt hielt er im November des Jahres als Weihpredigt der gerade erst fertiggestellten neuen Kirche des Ortes. Die Pfarrwahl durch die Gemeinde ist ein deutliches Indiz, dass die Kirchengemeinde selbst mehrheitlich puritanischen Lehren zusprach. Die amtskirchliche Ordination Mathers wurde kurz darauf in Anwesenheit von Thomas Morton, des Bischofs von Chester, vollzogen. In den folgenden Jahren wirkte Mather im Priesteramt, wie es ihm kraft seiner puritanischen Überzeugungen recht erschien, und verstieß so in einigen Punkten gegen die vorgeschriebene anglikanische Liturgie. Die ersten Jahre seines Wirkens verliefen dennoch recht reibungslos. Allein als er 1624 um die Hand von Katherine Holt anhielt, verweigerte deren Vater zunächst angesichts Mathers nonkonformistischer Gesinnung die Zustimmung, gab dann aber schließlich nach, möglicherweise weil die Liebschaft zu einer vorehelichen Schwangerschaft geführt hatte: kaum siebeneinhalb Monate nach der Hochzeit wurde bereits der erste Sohn des Paars, Samuel Mather, geboren. Bis 1624 wirkte Mather vermutlich auch weiterhin als Lehrer; zu seinen Schülern gehörte möglicherweise auch der 1619 in Toxteth geborene Jeremia Horrocks, der später als Astronom berühmt werden sollte.
Der Konflikt zwischen den Puritanern und der anglikanischen Staatskirche eskalierte nach der Krönung Charles’ I., der mit getreuen Geistlichen wie Richard Neile, 1631 zum Erzbischof von York geweiht, und William Laud, ab 1633 Erzbischof von Canterbury, eine weitreichende Säuberung der Kirche von nicht konform gehenden Priestern anstrengte. Auch Mather wurde im August 1633 von einer Kommission des Bischofs von Chester überprüft und seines Amtes enthoben. Zwar konnten einflussreiche Freunde Mathers schon im November des Jahres einen Widerruf des Urteils erwirken. Im Dezember des Jahres musste er sich wiederum einem Verhör stellen, diesmal einer erzbischöflichen Kommission aus York. Auf seine Aussage, dass er in fünfzehn Jahren als Pfarrer zu keiner Zeit das als liturgisches Gewand vorgeschriebene Chorhemd getragen habe, soll einer der Kommissare ausgerufen haben, es wäre besser für Mather gewesen, wenn er stattdessen sieben Bastarde gezeugt hätte. Mather wurde wiederum suspendiert.

### Emigration nach Neuengland
Wie tausende andere Puritaner der 1630er Jahre schloss sich Mather der „Great Migration“ an und wanderte 1635 mit seiner Familie in die 1628 gegründete Massachusetts Bay Colony aus. Für und Wider seiner Entscheidung hielt er in einer minuziösen Argumentation (The Removing from Old England to New) fest. Zum einen waren es grundsätzliche Erwägungen, die zu seinem Entschluss führten – die Unmöglichkeit, eine puritanische Kirchenführung in England auch nur auf Gemeindeebene zu verwirklichen und die damit verbundene Gefahr, die „Reinheit“ der Kirche fahrlässig zu gefährden –, zum anderen eine zeittypische Endzeiterwartung, insbesondere die Sorge, dass England bald vom Zorn Gottes gestraft werden würde. Spr 22,3  folgend schloss er, dass es klüger sei, sich dem zu erwartenden Flächenbrand durch Emigration zu entziehen. Nicht zuletzt spricht aus seinen Zeilen aber die blanke Angst vor Folter. Von Briefen, die die bereits nach Massachusetts ausgewanderten Puritaner John Cotton und Thomas Hooker an ihre Glaubensbrüder gesendet hatten und von denen zahlreiche handschriftliche Kopien kursierten, wurde er in seinem Beschluss bestärkt.
Am Tag seiner Abreise begann Mather ein Tagebuch zu führen. Es stellt ein aufschlussreiches Zeugnis der Lebensbedingungen an Bord eines Atlantikseglers dar – insbesondere der drückenden Langeweile, die sich nach einiger Zeit unter den rund 100 Auswanderern breitmachte – und hält in einer Episode etwa auch das Erstaunen der Passagiere fest, als ihr Schiff von einer Schule Delfine begleitet wurde, ebenso die gute Stimmung (a marvellous merry sport), die aufkam, als eines dieser Tiere gefangen und an Bord ausgeweidet wurde – der Anblick erinnerte die Passagiere an das Schlachten eines Schweines und somit an ihr gewohntes Landleben. Nach vielen ereignislosen Wochen wurde das vor der Küste von Maine ankernde Schiff am 15. August von einem heftigen Sturm erfasst, erreichte aber nach zwei Tagen und vielen Stoßgebeten dennoch unbeschadet den Hafen von Boston.
Anfänglich hatte Mather einige Probleme, sich mit dem in Massachusetts praktizierten Kongregationalismus zu arrangieren. Besonders auf Betreiben John Cottons waren unlängst die Beschränkungen zur Gemeindemitgliedschaft erheblich verschärft worden. Gemäß der kongregationalistischen Gemeindeverfassung mussten sich zur Gründung einer neuen Gemeinde ausreichend „sichtbare Heilige“ (visible saints) zum Bundesschluss untereinander und mit Christus zusammenfinden. Gottes „heimlichen Ratschluss“, also seine Entscheidung über Heil oder Verdammnis eines Menschen, glaubten die Puritaner von Massachusetts schon auf Erden wenn nicht letztgültig, so doch mit einiger Wahrscheinlichkeit feststellen zu können. Als visible saints galten Christen, die in einer öffentlichen Anhörung durch eine Schilderung ihrer Bekehrungserfahrung hatten glaubhaft machen können, dass sie nicht nur rechtschaffen, sondern allem Anschein nach auch in der Gnade waren. Als Mather sich kurz nach seiner Ankunft um Aufnahme in die Bostoner Kirchengemeinde bewarb und sich dem Verhör stellte, wurde ihm die Mitgliedschaft zu seiner Überraschung zunächst verweigert – Stein des Anstoßes war seine amtskirchliche Ordination beziehungsweise Mathers Glaube, dass diese bereits ausreiche, um auch in Massachusetts für die und in der englischen Kirche wirken zu können. Erst nachdem er sich in einer Rechtfertigungsschrift (Some Objections Against Imposition in Ordination) über den symbolischen Gehalt der Handauflegung in der Ordinationsmesse von seinen vorigen Ansichten distanziert hatte, wurde er für mit hinlänglicher Wahrscheinlichkeit selig befunden und in die Bostoner Gemeinde aufgenommen.
Schon bald nach seiner Ankunft warben mehrere Siedlungen der Kolonie darum, Mather zu ihrem Pfarrer machen zu können. Er entschied sich schließlich für Dorchester südlich von Boston, wo die Siedler ihm mehr als 100 Acres Boden zusprachen. Dorchester war kurz zuvor fast entvölkert worden, als ein großer Teil der örtlichen Gemeinde Thomas Hooker folgend nach Connecticut abgewandert war. Die ihnen allzu streng erscheinenden Aufnahmekriterien waren der Grund, warum die ursprüngliche Gemeinde nach Connecticut ausgewichen war, und sie erschwerte auch die vorbereitenden Anhörungen zur Gründung einer neuen Gemeinde. Im März hatten Cottons Vorstellungen zur Gemeindeverfassung Gesetzeskraft erlangt; der General Court der Kolonie verlangte nun, dass eine Gemeinde nur mit dem Placet der Magistrate wie der Geistlichen der Nachbarorte gegründet werden durfte. Als sich die Siedler von Dorchester am 20. April 1636 der vorgeschriebenen Glaubensprüfung unterzogen, konnte ein großer Teil von ihnen nicht glaubhaft machen, dass sie tatsächlich bekehrt und in der Gnade waren. Erst nachdem Mather seine Schäfchen über Monate in den Grundsätzen reformierter Theologie geschult hatte, konnten bei einer Wiederholung des Procederes im August des Jahres genug saints zur Gründung der Gemeinde ausfindig gemacht werden, und Mather trat sein Amt als Gemeindeoberhaupt an.

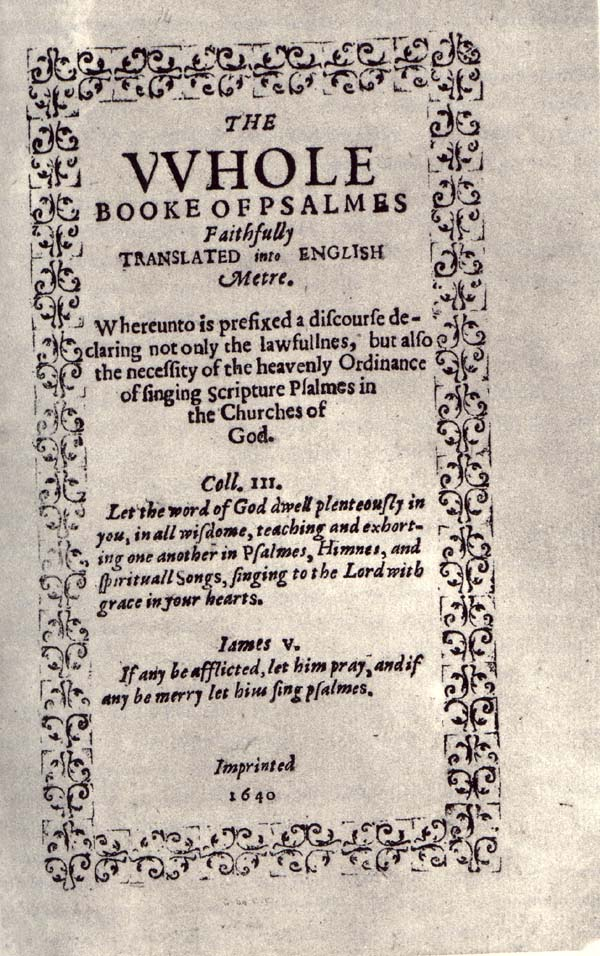
Titelblatt des Erstdrucks des Bay Psalm Book (1640)

Zwar war Mather anders als John Cotton und Thomas Hooker kein innovativer Theologe und im gelehrten Streit um die Meinungsführerschaft der puritanischen Bewegung im Mutterland England kein prominenter Akteur, doch genoss er in Massachusetts hohes Ansehen und wurde oftmals mit Aufgaben betraut, die nicht nur Dorchester, sondern ganz Massachusetts betrafen. So trug er 1640 zur Neuübersetzung des Psalters im Bay Psalm Book bei, das 1640 als erstes Buch in Neuengland gedruckt wurde und fortan in allen Gemeinden Neuenglands in Gebrauch war. Auch das anonyme Vorwort wird von vielen Forschern Mather zugeschrieben. 1643 wurde ihm die Ehre zuteil, in Boston die Predigt zur alljährlichen Wahl des Gouverneurs zu halten.

### Standpunkte zur Gemeindeverfassung
Fragen wie die in die Gemeindegründung debattierte waren zentrale Streitpunkte in der puritanischen Bewegung und beschäftigten auch und gerade die Kongregationalisten Neuenglands, da sie fernab amtskirchlicher Repressalien die Möglichkeit hatten, ihre Vorstellungen von einer der Urkirche entsprechenden Gemeindeverfassung in die Tat umzusetzen. Zwar hatte Mather anfänglich Schwierigkeiten, sich mit der von Cotton geprägten Gemeindeverfassung zu arrangieren, doch wurde er schon bald selbst zu einem der prominentesten Fürsprecher der kongregationalistischen Ekklesiologie. Dies bezeugt etwa ein Brief, den er 1636 an einen nur unter den Initialen E.B. bekannten Kleriker in Lancashire schrieb, der sich zuvor mit der Bitte um Erläuterung der neuen Gemeindeverfassung in Massachusetts an Mather gewandt hatte. In vielen theologischen Debatten – die in Massachusetts unmittelbare soziale Auswirkungen zeitigten – nahm Mather in der Folge eine Mittlerstellung ein und war in der Lage, Meinungsverschiedenheiten zwischen verschiedenen Gemeinden, aber auch der Laienbrüder seiner eigenen Gemeinde zu überbrücken. So sprach er sich zwar gegen eine Lockerung der Bedingungen für die Aufnahme in die Kirche aus – nahm also lieber in Kauf, dass einem Gerechten der Kircheneintritt verwehrt blieb, als dass er einem möglichen Heuchler die Aufnahme ermöglichte –, befürwortete aber andererseits die Kindstaufe auch für den Nachwuchs unbekehrter Christen.
Mather verteidigte das kongregationalistische Experiment, den New England Way, auch gegen kritische Stimmen aus dem Mutterland, die in der verwirklichten Gemeindeautonomie die Gefahr der Verselbständigung von Irrlehren witterten und anarchische Zustände angelegt sahen. Umgekehrt hofften die Kongregationalisten von Massachusetts, dem Mutterland ein Vorbild zu sein – in den berühmten Worten John Winthrops eine weithin sichtbare „Stadt auf dem Hügel“ –, und versuchten durch die Veröffentlichung ihrer Schriften, auch in England Einfluss auf die Entwicklung der puritanischen Bewegung zu nehmen. Besonders dringlich stellte sich ihnen dieses Bedürfnis dar, nachdem die schottische Armee 1640 siegreich aus dem Krieg gegen die königlich-englischen Truppen hervorgegangen war und sich unter diesen Umständen mehr und mehr englische Puritaner zu presbyterianischen Leitsätzen nach schottischem Muster bekannten.
Mathers Beitrag zu dieser Debatte war eine Serie von Traktaten, die er nach Ausbruch des englischen Bürgerkriegs zur Veröffentlichung nach London sandte. Sie entfalteten jedoch kaum die erhoffte Wirkung, nur einer, An Apologie of The Churches in New England for Church Covenant (1643, verfasst wohl schon 1639), wurde gedruckt. Zum Verfasser der quasioffiziellen Leitsätze der neuenglischen Gemeindeverfassung designierten die Kleriker der Kolonie letztlich John Cotton, dessen Keys to the Kingdom of Heaven 1644 vorgestellt wurden. Mathers Reply to Mr. Rutherford richtete sich gegen den Schotten Samuel Rutherford, der 1644 mit Due Right of Presbyteries eine ambitionierte Kodifikation der Grundsätze des Presbyterianismus veröffentlicht hatte, doch um diese Herausforderung zu beantworten, hatten die Oberen der Kolonie bereits Thomas Hooker zum Verfassen einer offiziösen Replik bestimmt, seine Survey of the Summe of Church Discipline erschien 1648. A Modest and Brotherly Answer to Mr. Charles Herle verfasste Mather um 1646 gemeinsam mit William Tompson, dem Pfarrer von Braintree, als Replik auf einen Band des Presbyterianers Charles Herle. Doch da Herle selbst von eher epigonaler Bedeutung war und sein Werk schon in England kaum Beachtung gefunden hatte, sahen die viel beschäftigten puritanischen Drucker keinen Bedarf, die Replik darauf zu drucken. Die einzige nennenswerte Resonanz, die Mather in England erfuhr, war eine 1644 erschienene Polemik des englischen Presbyterianers William Rathbond – ebenfalls eine eher randständige Figur des theologischen Diskurses – gegen die Neuengländer, die sich offenbar auf Mathers acht Jahre zuvor geschriebenen Brief an den nicht näher bekannten E.B. bezog. Der herausgeforderte Mather begann seinerseits eine ambitionierte Replik zu schreiben, doch kurz bevor er die 600 Manuskriptseiten dem Drucker übersenden wollte, verstarb Rathbond, so dass sich eine Fortführung des Federkriegs erübrigte.
In diesen Schriften erging sich Mather in einer lebhaften, mit satirischen Nebenbemerkungen und unverhohlenen Schmähungen gespickten Rhetorik, die einen merklichen Bruch mit den förmlichen Konventionen gelehrter Disputation darstellt, die das theologische Schrifttum Neuenglands bis dahin geprägt hatte. Sein Biograf B. R. Burg sieht in dieser Prosa sogar den Stil der politischen Debatten der amerikanischen Revolutionszeit vorgebildet. Ein anderer Stil prägt die erhaltenen Predigten vor seiner Gemeinde in Dorchester: anders als die barocke Prosa seiner englischen Zeitgenossen (wie etwa John Donnes) können sie als Musterbeispiel des schmucklosen, aber geradlinigen plain style stehen, der das Stilideal der Puritaner Neuenglands darstellte.

### Die Synode von 1646–1648

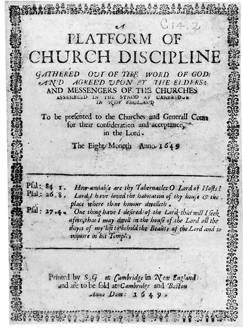
Titel der Cambridge Platform (1649)

Dass Mather in Massachusetts bald zu den einflussreichsten Geistlichen zählte, zeigte sich bei der ersten Synode der neuenglischen Gemeinden 1646, bei der die Glaubenspraxis der Kolonien Massachusetts und Connecticut einheitlich und verbindlich kodifiziert und dann dem General Court zur Ratifikation vorgelegt werden sollte. Als Arbeitsgrundlage reichten zwei Pfarrer ihre Entwürfe ein, zum einen Ralph Partridge, zum anderen Richard Mather. Der schließlich nach zweijähriger Beratung 1648 als A Platform of Church Discipline Gathered Out of the Word of God verabschiedete Text stützte sich zum ganz überwiegenden Teil auf Mathers Vorschlag, wenn er sich auch nur in einer der zwei strittigsten Fragen – nach dem Verhältnis von geistlichem und weltlichem Regiment zum einen, nach der Zulassung zur Kindstaufe zum anderen – durchsetzen konnte. In der zuvor so umstrittenen Frage der Gemeindemitgliedschaft herrschte hingegen Einigkeit darüber, dass die von John Cotton eingeführten und vom Mather so wortreich verteidigten Regelungen Bestand haben würden. Der allgemein unter dem Namen Cambridge Platform bekannte Kodex stellte über viele Jahrzehnte eine Art Verfassung des kongregationalistischen Gemeinwesens in Neuengland dar und gilt als das bedeutendste Dokument der amerikanischen Kirchengeschichte des 17. Jahrhunderts.
Das Verhältnis von geistlicher zu weltlicher Macht – in der Massachusetts Bay Colony also der Pfarrer und Gemeinden zu den Magistraten und dem General Court der Kolonie – stellte sich Mather besonders dringlich dar, da sich die Kirchen der Kolonie nach 1635 zunehmend in Abhängigkeit von den Exekutivorganen der Kolonie begeben hatten, sich ein solcher Erastianismus jedoch nur schwerlich mit der von Mather so vehement verteidigten Forderung nach Gemeindeautonomie vereinbaren ließ. So hatte er schon in der bloßen Forderung des General Court, eine Synode einzuberufen, nicht nur eine Amtsanmaßung gesehen, sondern zugleich befürchtet, dass eine solche Einflussnahme letztlich zur Etablierung eines de facto presbyterianischen Systems führen würde. Wenn auch Mathers schärfste Spitzen gegen die Magistrate abgemildert oder gekürzt wurden, so trug die Endfassung der Cambridge Platform in diesem Punkt deutlich seine Handschrift, verwahrte sie sich doch ausdrücklich gegen jegliche Einmischung der Magistrate in Gemeindeangelegenheiten.
Nicht durchsetzen konnte sich Mather hingegen zunächst mit seinen Ansichten zur Kindstaufe. Dieses Sakrament war und blieb den Kindern bekehrter Christen, also der „vollwertigen“ Gemeindemitglieder, die zur Teilnahme am Abendmahl berechtigt waren, vorbehalten, während es den Kindern getaufter, aber unbekehrter Eltern verwehrt blieb. Mather griff dieses Thema in den Jahren nach der Synode in seinen Predigten immer wieder auf und warb für eine Lockerung der Bestimmungen, vermochte aber auch seine eigene Gemeinde in Dorchester nicht zu überzeugen.

### DerHalf-Way Covenant
In einer weiteren Synode erfuhr die Cambridge Platform 1662 in der weiterhin strittigen Frage der Kindstaufe eine entscheidende Modifikation, die gemeinhin als Wendepunkt der Geschichte des neuenglischen Puritanismus gilt. Die restriktiven Bestimmungen zur Gemeindeverfassung hatten dazu geführt, dass immer weniger der Nachgeborenen zur Teilnahme an den Sakramenten berechtigt waren. Die Kinder der ersten Siedlergeneration erreichten nun das Erwachsenenalter, doch nur wenige stellten sich der Aufnahmeprüfung der Kirchengemeinden, und daher blieben viele vom Abendmahl ausgeschlossen. Als nun diese zweite, mehrheitlich unbekehrte Generation Nachwuchs bekam, war diesem auch das Sakrament der Taufe verwehrt. So zeichnete sich ab, dass der Fortbestand der Cambridge Platform dazu führen würde, dass in Neuengland auf lange Sicht Ungetaufte die Bevölkerungsmehrheit stellen würden. Auch barg der Status quo einigen sozialen Sprengstoff, da sich mehr und mehr Unbekehrte von dem mit der Gemeindemitgliedschaft verbundenen sozialen Prestige ausgeschlossen sahen und sich so Unmut über den Dünkel der saints breit machte.
Insbesondere nach der Stuart-Restauration im Mutterland erschien es bald erforderlich, den Zusammenhalt der Kolonie durch eine stärkere Einbeziehung der Unbekehrten zu festigen. In einer im März 1662 in Boston zusammengetretenen Synode zählte Mather wiederum zu den Meinungsführern der Fraktion, die für eine Ausweitung der Taufspende eintraten, sah sich dabei aber nicht nur dem Widerstand von einflussreichen Predigern wie John Davenport und Charles Chauncy, dem Präsidenten des Harvard College, ausgesetzt, sondern auch dem seiner beiden eigenen Söhne Eleazar und Increase. Nach einer hitzigen Debatte setzte er im so genannten Half-Way Covenant durch, dass auch Kinder und Enkel von unbekehrten Christen getauft werden sollten. Christen, die der Gemeinde zwar beitreten wollten, aber die Aufnahmebedingungen nicht erfüllten, wurde eine „halbe“ Mitgliedschaft eingeräumt, die es ihnen erlaubte, am Abendmahl teilzunehmen, ihnen aber das Stimmrecht in Gemeindeangelegenheiten verwehrte.
Der Erfolg Mathers in der Auseinandersetzung um den Half-Way Covenant wurde dadurch geschmälert, dass seine eigene Gemeinde in Dorchester sich weigerte, den Beschluss anzunehmen und ihn erst nach Mathers Tod unter seinem Nachfolger Josiah Flint umsetzte. Mather stand bis zu seinem Tod der Gemeinde von Dorchester vor; am 22. April 1669 erlag er einer Nierenkolik.

### Nachkommen

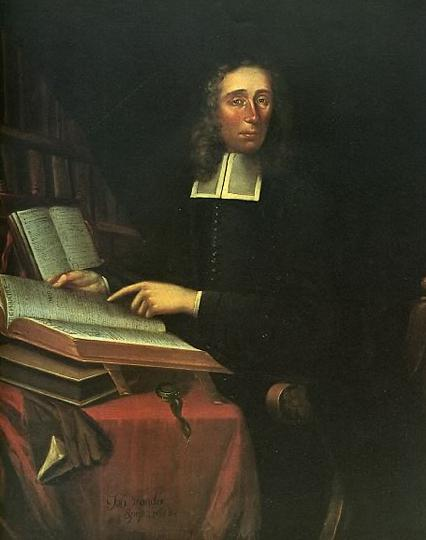
Increase Mather

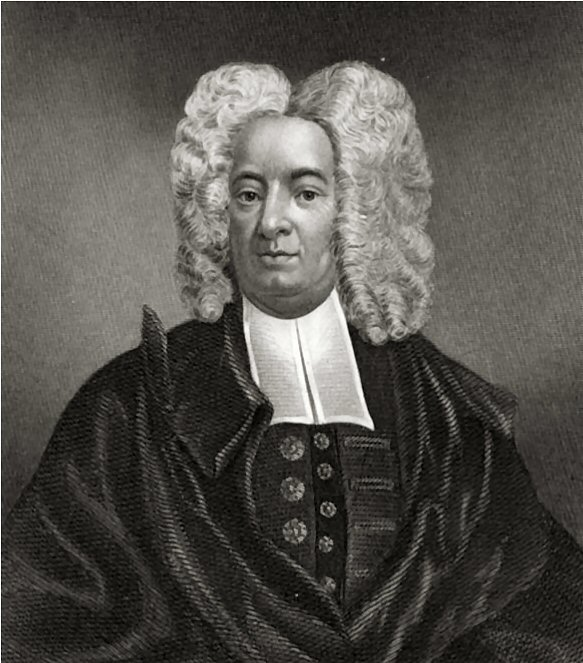
Cotton Mather

Aus Mathers Ehe mit Katherine Holt gingen sechs Söhne hervor, von denen einer bereits als Säugling starb. Von den übrigen fünf wurden drei noch in England geboren: Samuel, Timothy und Nathaniel Mather, die beiden jüngsten, Eleazar und Increase Mather, auf amerikanischem Boden. Samuel Mather wanderte 1650 als einziger der Mathers dauerhaft nach England zurück und wurde hier als Prediger, später als Autor einer systematischen Abhandlung über die typologische Bibelexegese berühmt.
Nach dem Tod seiner ersten Frau 1655 heiratete Richard Mather am 26. August 1656 Sarah Cotton, die Witwe John Cottons, und führte so zwei der einflussreichsten Familien Neuenglands unter einem Dach zusammen. Sein fünfter Sohn aus erster Ehe, Increase Mather, festigte diese Union, als er 1662 Maria Cotton, die erste Tochter John Cottons aus dessen Ehe mit Sarah Cotton, also Increases Stiefmutter, heiratete. Increases und Marias Sohn, Cotton Mather, trug die Namen seiner beiden berühmten Großväter und wurde seinerseits zum führenden Denker der dritten Puritanergeneration in Massachusetts.
Sowohl Increase als auch Cotton Mather schrieben je eine Biografie über Richard Mather. Increase Mathers The Life and Death of That Reverend Man of God, Mr. Richard Mather, erschien 1670 zunächst anonym im Druck und stellt eine der ersten auf amerikanischem Boden geschriebenen Biografien dar. Wenn das Werk auch eine Fülle „profaner“ biografischer Details enthält, so ist es doch wie andere puritanische Biografien vor allem als Erbauungsliteratur konzipiert und stilisiert Richard Mathers Biografie zu der eines exemplarisch gottesfürchtigen Mannes, einer puritanischen imitatio Christi. Die prägende Gedankenfigur der Biografie ist das Bild Mathers als Vater – als natürlichem Vater seines Sohnes zum einen, im weiteren Sinne aber auch als geistigem Vater von Dorchester wie ganz Neuenglands, so dass er schließlich die Statur eines alttestamentlichen Propheten gewinnt.
Eine solche heilsgeschichtlich-typologische Erhöhung der „Gründerväter“ Neuenglands prägt auch die Biografien in Cotton Mathers Magnalia Christi Americana, die bis heute als Krönung der neuenglischen Geschichtsschreibung gilt. Cotton Mather war sich des Renommees seiner Ahnen nur allzu bewusst, und so sinnierte er in dem Kapitel, das sich der Biografie Richard Mathers widmet, über die Erblichkeit der Gnade.

## Werke
Mather hinterließ eine beträchtliche Anzahl von Manuskripten, zumeist Predigten und Briefe. Ein großer Teil dieser Schriften wird von der American Antiquarian Society in Worcester, Massachusetts aufbewahrt, ein Teil auch in der Boston Public Library, einzelne Manuskripte sind über weitere amerikanische Bibliotheken verstreut. Die umfangreichste Bibliografie der Manuskripte wie der veröffentlichten Werke Mathers findet sich in:
- Thomas J. Holmes: The Minor Mathers, A List of their Works. Harvard University Press, Cambridge, MA 1940.

Gedruckt wurden folgende Traktate Mathers:
- An Answer to Two Questions: Whether Does the Power of Church Government Belong to all the People or to the Elders Alone. Boston 1712.
- An Apologie of The Churches in New England for Church Covenant. London 1643.
- A Catechisme or, The Grounds and Principles of Christian Religion. London 1650.
- Church Government and Church Covenant Discussed, In an Answer of the Elders of the Several Churches in New-England to Two and Thirty Questions. London 1643
- A Defense of the Answer and Arguments of the Synod met at Boston in the Year 1662. Cambridge, Mass. Bay 1664.
- A Disputation Concerning Church-Members and Their Children in Answer to XXI Questions. London 1659.
- A Farewel-Exhortation to the Church and the People of Dorchester in New England. Cambridge, Mass. Bay 1657.
- mit William Thompson: An Heart-Melting Exhortation, Together with a Cordiall Consolation, Presented in a Letter from New-England, to Their Dear Countrymen of Lancashier. London 1650.
- mit William Thompson: A Modest and Brotherly Answer to Mr. Charles Herle his Book, Against the Independency of Churches.
- A Platform of Church Discipline Gathered out of the Word of God. Cambridge, Mass. Bay 1649.
- A Reply to Mr. Rutherford, or, A Defence of the Answer to Reverend Mr. Herles Booke Against the Independency of Churches. London 1646.
- The Summe of Certain Sermons upon Genes: 15. 6. Cambridge, Mass. Bay 1652.
- To The Christian Reader. Vorwort zu John Eliot und Thomas Mayhew: A Further Narrative of the Progress of the Gospel Amongst the Indians in New England. London 1653.
- Will. In: New England Historical and Genealogical Register 20, 1855.

Mathers Tagebuch wurde erstmals 1850 publiziert:
- Journal of Richard Mather Collections of the Dorchester Antiquarian and Historical Society, D. Clapp, Boston 1850.